# Concepción
Concepción er en kommune og den næststørste by i Chile. Som kommune har den omkring en million indbyggere.Selve byen har et indbyggertal på 217.537 (2017).
Byen er hovedstad i den chilenske provins af samme navn og i den chilenske region region VIII (Biobío) og ligger tæt ved Stillehavet ved udmundingen af Biobío-floden. Concepción ligger midt i Chiles nord-sydgående akse og 519 kilometer ad motorvej fra landets hovedstad Santiago.
Nordvest for Concepción ligger byen Talcahuano ved Concepción-bugten. Mellem Concepción og Talcahuano ligger lufthavnen Carriel Sur.
Centrum af Concepción er planlagt med vinkelrette gader med Plaza de la Independencia som den centrale plaza. Denne del af byen ligger på Biobío-flodens nordlige bred, men flere broer går over floden til bydelen San Pedro de La Paz.

## Historie
Concepción er opkaldt efter jomfru Marias ubesmittede undfangelse og blev grundlagt af Pedro de Valdivia i 1550.
I 1751 blev byen raseret af et jordskælv og en tsunami, og man besluttede derfor i 1764 at flytte byen til dens nuværende sted, hvor den før havde ligget ved den nuværende by Penco.
Den 27. februar 2010 ramte et jordskælv, der blev målt til 8,8 på richterskalaen, den chilenske kyst 115 kilometer fra Concepción.
Byen  blev afskåret fra omverdenen i flere timer efter skælvet, og de første  rapporter meddelte, at vandforsyningen var afbrudt, at en  kemikaliefabrik brændte, og at flere bygninger var styrtet sammen,  blandt andet et femtenetagers højhus.